# Ministerio de Igualdad y Equidad
El Ministerio de Igualdad y Equidad de Colombia 
(MinIgualdad - MinEquidad - MIE) es un organismo del Poder Ejecutivo a nivel central. Se encarga de formular, dirigir, coordinar, articular, fortalecer, gestionar y ejecutar políticas que garanticen la inclusión y la protección de los derechos de las mujeres y niños, los pueblos étnicos, la comunidad LGBTIQ+, la población migrante, las personas con discapacidad, los habitantes de la calle, campesinos, de las personas que viven en los territorios excluidos, así como los derechos humanos; y garantizar y hacer cumplir la igualdad y el derecho de la misma. La persona que dirige el Ministerio es designada por el Presidente de la República y ocupa el decimonoveno lugar en el orden de precedencia ministerial.
El Ministerio fue aprobado por el Congreso el 12 de diciembre del 2022.

## Objetivo
Se encargará de garantizar tres objetivos primordiales para Francia Márquez, la nueva encargada de esta cartera. El primer objetivo será la igualdad de género; también reconocer el tiempo de trabajo en el hogar válido para la pensión y por último el Ingreso vital: medio salario mínimo, a la madre cabeza de familia.

## Estructura
El Ministerio de Igualdad y Equidad está conformado por el Despacho del Ministro, las oficinas asesoras y de apoyo, cinco viceministerios y la secretaría general, de esta forma:
1. Despacho de la ministra de igualdad y equidad
1.1 Oficina de control interno
1.2 Oficina asesora de planeación
1.3 Oficina asesora jurídica
1.4 Oficina asesora de comunicaciones
1.5 Oficina interno de control interno disciplinario
1.6 Oficina de tecnologías y sistemas de información
1.7 Direcciones departamentales
2. Despacho del viceministro de Juventud 
3. Despacho del viceministra de las mujeres
4. viceministro de pueblos étnicos y campesinos 
5. Despacho del viceministra para las poblaciones y territorios excluidos y superacion de la pobreza
6. viceministro de las diversidades
- Direcciones misionales
7. Secretaría general
7.1 Subdirección de talento humano
7.2 Subdirección administrativa y financiera
7.3 Subdirección de contratación
8. Órganos de asesoría y coordinación
- Comité institucional de gestión y desempeño
- Comité de control interno
- Comisión de personal

## Ministros
|  | N.° | Nombre              | Fotografía | Inicio                | Final                 | Partido          | Presidente    | Ref.  |
|  | --- | ------------------- | ---------- | --------------------- | --------------------- | ---------------- | ------------- | ----- |
|  | 1°  | Francia Márquez     |            | 30 de junio de 2023   | 26 de febrero de 2025 | Soy Porque Somos | Gustavo Petro | [ 3 ] |
|  | 2°  | Carlos Rosero       |            | 27 de febrero de 2025 | 1 de agosto de 2025   | Soy Porque Somos | Gustavo Petro | [ 4 ] |
|  | 3°  | Juan Carlos Florián |            | 1 de agosto de 2025   | En el cargo           | Colombia Humana  | Gustavo Petro | [ 5 ] |